# Николаевка (Бурабайский район)
Никола́евка (каз. Николаевка) — село в Бурабайском районе Акмолинской области Казахстана. Входит в состав Успеноюрьевского сельского округа. Код КАТО — 117063580.

## География
Село расположено на берегу реки Аршалы, в южной части района, на расстоянии примерно 63 километров (по прямой) к юго-западу от административного центра района — города Щучинск, в 26 километрах к юго-западу от административного центра сельского округа — села Успеноюрьевка.
Абсолютная высота — 363 метров над уровнем моря.
Ближайшие населённые пункты: село Райгородок — на северо-востоке, село Федосеевка — на севере, село Отрадное — на юге.

## Население
В 1989 году население села составляло 1156 человек (из них русские — 31%, немцы — 29%, украинцы — 22%).
В 1999 году население села составляло 840 человек (408 мужчин и 432 женщины). По данным переписи 2009 года, в селе проживали 673 человека (331 мужчина и 342 женщины).
| Численность населения | Численность населения | Численность населения |
| 1989                  | 1999                  | 2009                  |
| --------------------- | --------------------- | --------------------- |
| 1156                  | ↘840                  | ↘673                  |

## Известные жители и уроженцы
В селе родился Герой Советского Союза Алексей Куница.

## Улицы[5]
- ул. Интернациональная
- ул. Куницы
- ул. Молодежная
- ул. Набережная
- ул. Советская
- ул. Степная
- ул. Целинная